# Palisota ambigua
Palisota ambigua là một loài thực vật có hoa trong họ Commelinaceae. Loài này được (P.Beauv.) C.B.Clarke mô tả khoa học đầu tiên năm 1881.